# 103 Aquarii
103 Aquarii (A¹ Aquarii) é uma estrela na direção da Aquarius. Possui uma ascensão reta de 23h 41m 34.51s e uma declinação de −18° 01′ 36.8″. Sua magnitude aparente é igual a 5.36. Considerando sua distância de 584 anos-luz em relação à Terra, sua magnitude absoluta é igual a −0.91. Pertence à classe espectral K4/K5III.